# Campeonato salvadoreño 1953-54
El Campeonato salvadoreño de fútbol 1953-54 fue el quinto torneo de la Primera División de El Salvador de fútbol profesional salvadoreño en la historia.
El campeón del torneo fue el FAS.

## Formato
El formato del torneo era de todos contra todos a dos vueltas, En caso de empate por puntos la diferencia de goles determinaba quien era el campeón.

## Equipos participantes
| Club             | Ciudad       | Departamento |
| ---------------- | ------------ | ------------ |
| Atlético Marte   | San Salvador | San Salvador |
| Dragón           | San Miguel   | San Miguel   |
| FAS              | Santa Ana    | Santa Ana    |
| Independiente    | San Vicente  | San Vicente  |
| Leones           | Sonsonate    | Sonsonate    |
| Luis Ángel Firpo | Usulután     | Usulután     |
| 11 Municipal     | Ahuachapán   | Ahuachapán   |
| Santa Anita      | Santa Ana    | Santa Ana    |

## Tabla de posiciones
| Pos. | Equipos          | PJ | PG | PE | PP | GF | GC | Dif. | Pts. |
| ---- | ---------------- | -- | -- | -- | -- | -- | -- | ---- | ---- |
| 1.   | FAS              | 14 | 10 | 2  | 2  | 42 | 14 | 28   | 22   |
| 2.   | Dragón           | 14 | 6  | 5  | 3  | 26 | 21 | 5    | 17   |
| 3.   | 11 Municipal     | 14 | 6  | 4  | 4  | 31 | 28 | 3    | 16   |
| 4.   | Atlético Marte   | 14 | 5  | 4  | 5  | 17 | 14 | 3    | 14   |
| 5.   | Santa Anita      | 14 | 6  | 2  | 6  | 20 | 20 | 0    | 14   |
| 6.   | Luis Ángel Firpo | 14 | 3  | 5  | 6  | 17 | 30 | -13  | 11   |
| 7.   | Independiente    | 14 | 4  | 2  | 8  | 17 | 24 | -7   | 10   |
| 8.   | Leones           | 14 | 3  | 2  | 9  | 18 | 37 | -19  | 8    |

|  |          |
|  | Campeón. |

| Campeón       |
| FAS 2° Título |